# Hugh Murney
Hugh Murney (Escocia, 29 de enero de 1939-Victoria, Australia; 23 de agosto de 2023) fue un futbolista escocés que jugó en la posición de centrocampista.

## Equipos
| Periodo   | Club                  |
| --------- | --------------------- |
| 1958–1961 | Greenock Morton FC    |
| 1960–1961 | Dumbarton FC          |
| 1961–1963 | Queen of the South FC |
| 1963      | Gloucester City AFC   |
| 1964      | East Stirlingshire FC |
| 1965–1969 | Melbourne Hakoah      |
| 1970      | Victoria Lions        |

## Logros
- Copa Dockerty (1): 1966